# Friedhofskirche Mailberg

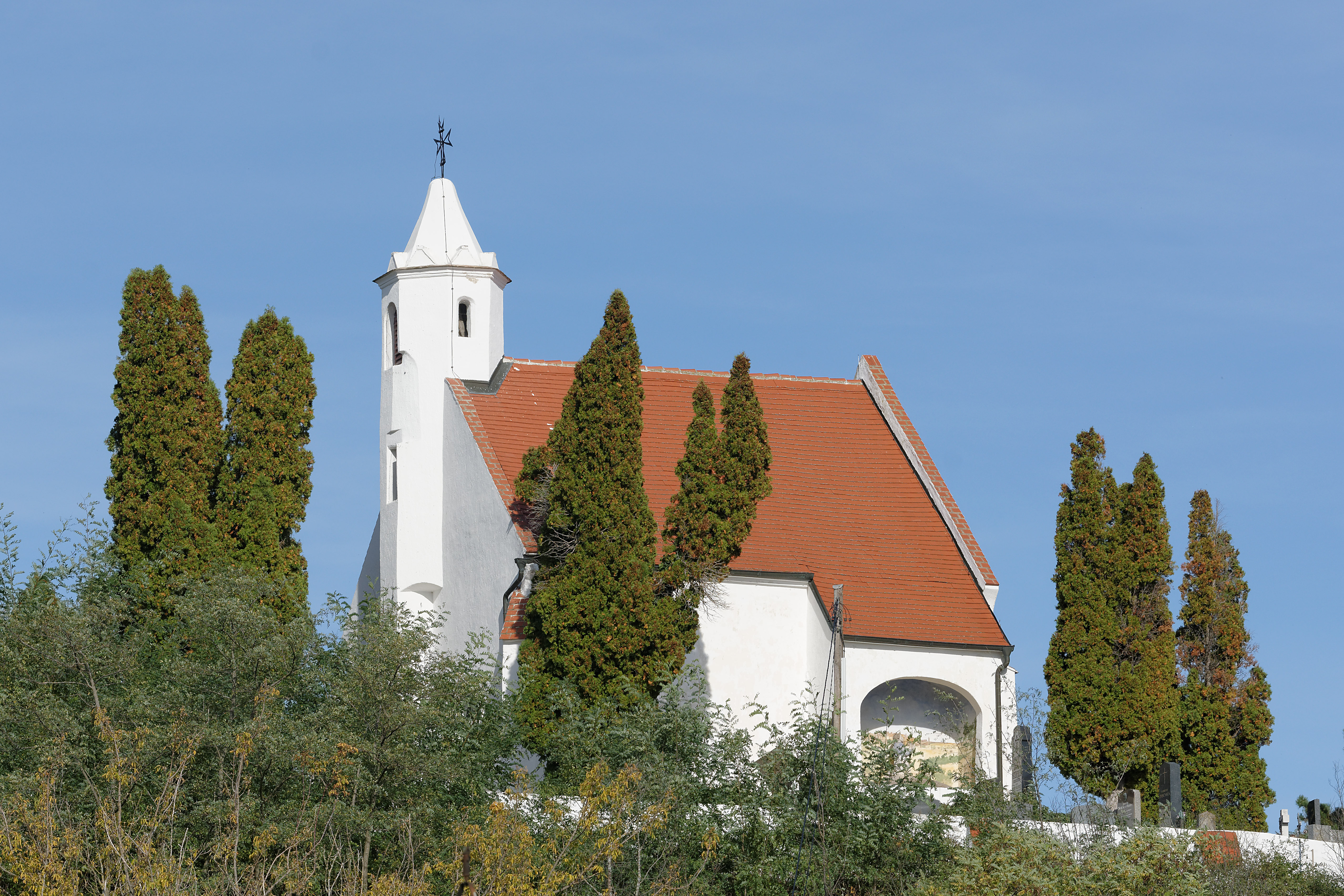
Die Kirche von Süden

Die Friedhofskirche Mailberg steht auf einem Hügel nördlich über dem Ort gegenüber vom Schloss Mailberg in der Marktgemeinde Mailberg im Bezirk Hollabrunn in Niederösterreich. Die dem Patrozinium hl. Kunigunde von Luxemburg unterstellte römisch-katholische Friedhofskirche gehört zum Dekanat Retz-Pulkautal. Die Kirche steht unter Denkmalschutz (Listeneintrag).

## Geschichte
Vom romanischen Kirchenbau ist nur das Langhaus erhalten, die Apsis fehlt, der nördliche Anbau des gotischen Kirchenschiffes mit einem Dreiseitschluss entstand im 14. Jahrhundert.

## Architektur
Der romanische und gotische Kirchenbau unter einem Satteldach ist von einer Friedhofsmauer umgeben.
Die Westfront zeigt eine zweischiffige Kirche, links nordseitig mit einem gotischen oktogonalen Giebelturm auf Stützpfeilern mit einem Dreieckzinnenkranz um ein Kegeldach, rechts südseitig befindet sich in der Westfront das Rundbogenportal des romanischen Schiffes, dem romanischen Portal wurde ein gotisches profiliertes Spitzbogengewände vorgeblendet. An der romanischen Südfront stehen zwei neuzeitliche Strebepfeiler, sie bilden einen barocken Nischenvorbau aus dem 18. Jahrhundert mit einer Figur des Christus am Ölberg. Im Scheitel des gotischen Dreiseitschlusses befindet sich eine Öffnung zu der als Karner verwendeten Gruft. Das gotische Nordschiff zeigt Strebepfeiler und Lanzettfenster mit Dreipassmaßwerk.

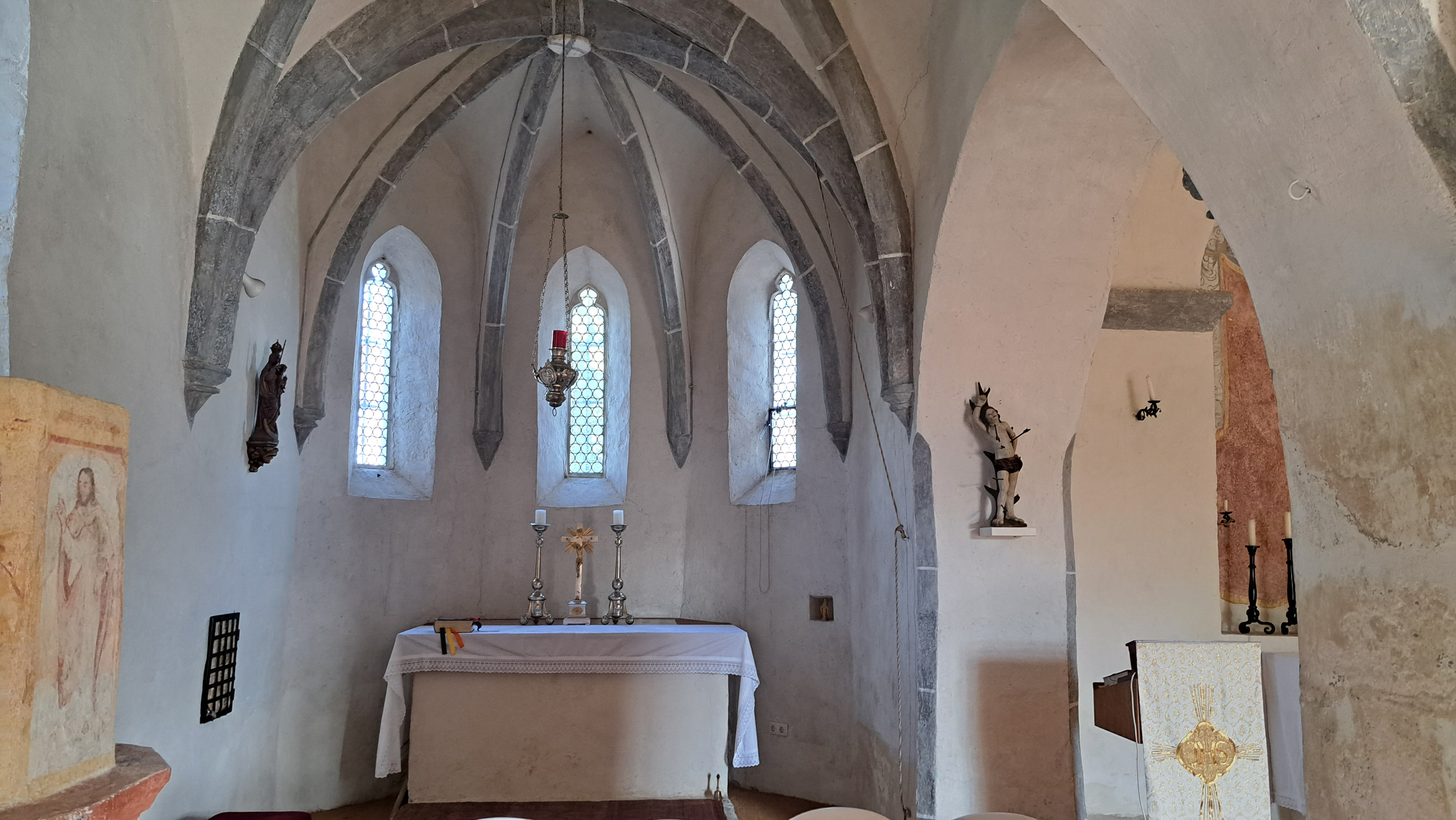
Der Altarraum des Nordschiffes mit der gotischen Apsis

Das Kircheninnere zeigt ein romanisches Südschiff und ein gotisches Nordschiff, welche mit zwei rundbogigen abgefasten Pfeilerarkaden verbunden sind. Das romanische Südschiff unter einer barocken Flachdecke schließt mit dem ehemaligen Apsisbogen mit Kämpfergesimsen mit einer geraden eingezogenen Nische. In der rechten Wand befindet sich ein sehr kleines romanisches Rundbogenfenster. Das gotische zweijochige Nordschiff hat einen Fünfachtelschluss, zwischen den zwei Jochen des Langhauses befindet sich eine mächtige Rundbogenarkade, wohl zur Entlastung der Durchbrüche zum romanischen Südschiff. Das Nordschiff hat Kreuzrippengewölbe auf Trichterkonsolen aus dem 14. Jahrhundert. Es gibt eine gotische polygonale Steinkanzel auf einem Kelchfuß. 

## Ausstattung
Der ehemalige Flügelaltar um 1460/1470 trug eine Schnitzfigur hl. Kunigunde um 1450, welche sich nun im Museum im Schloss befindet. 

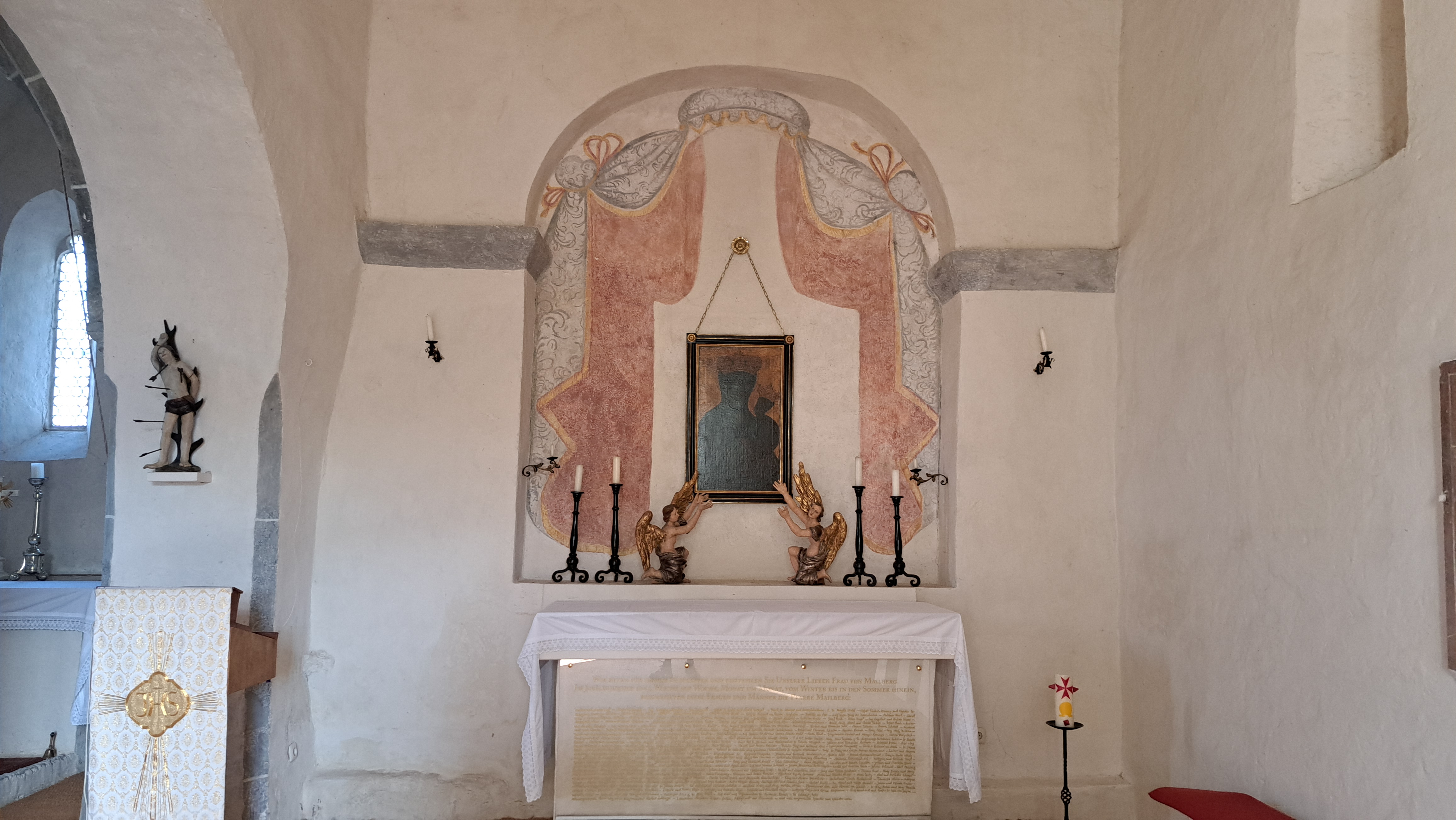
Der Marienaltar im südlichen Seitenschiff

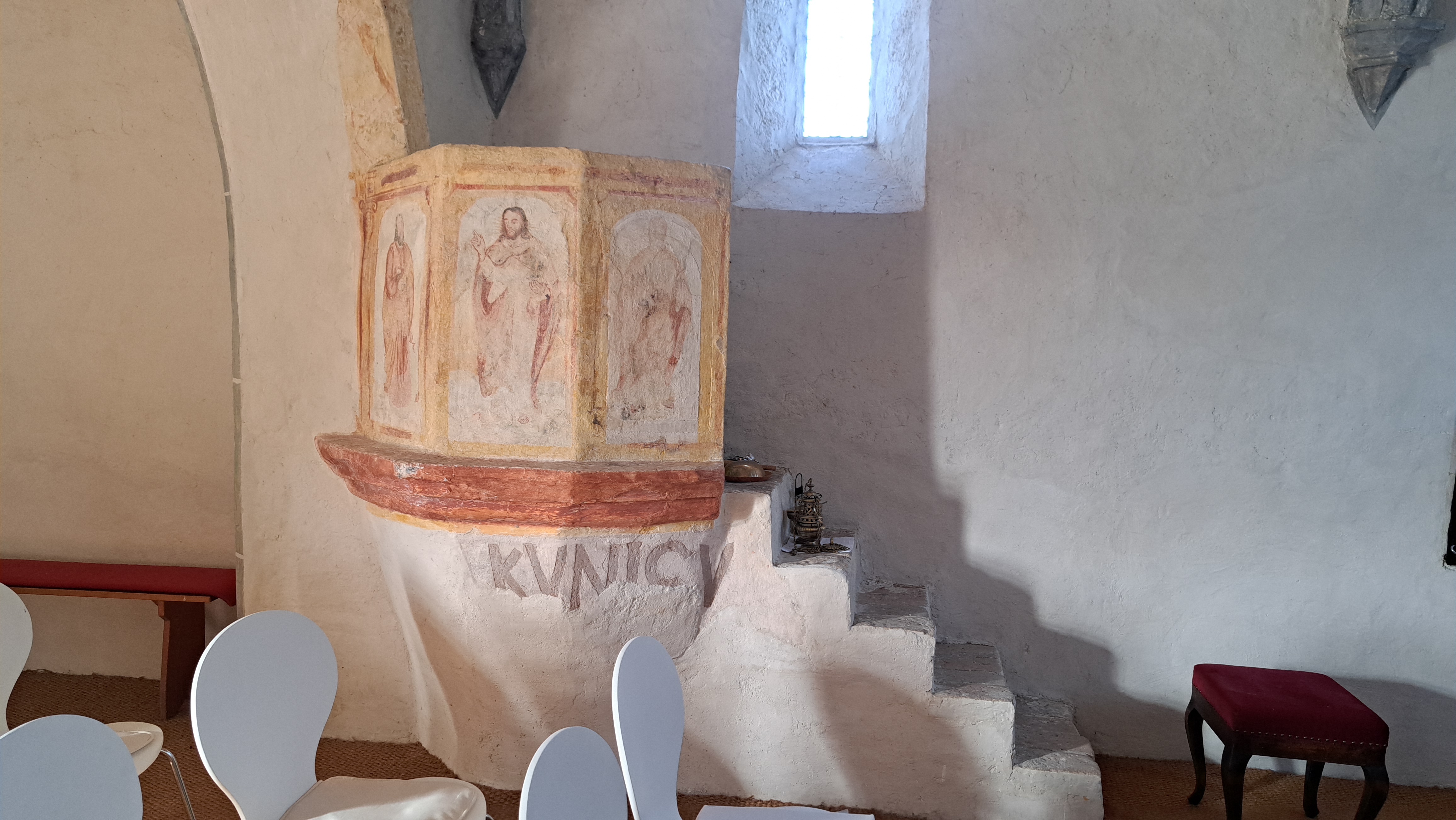
Die Kanzel

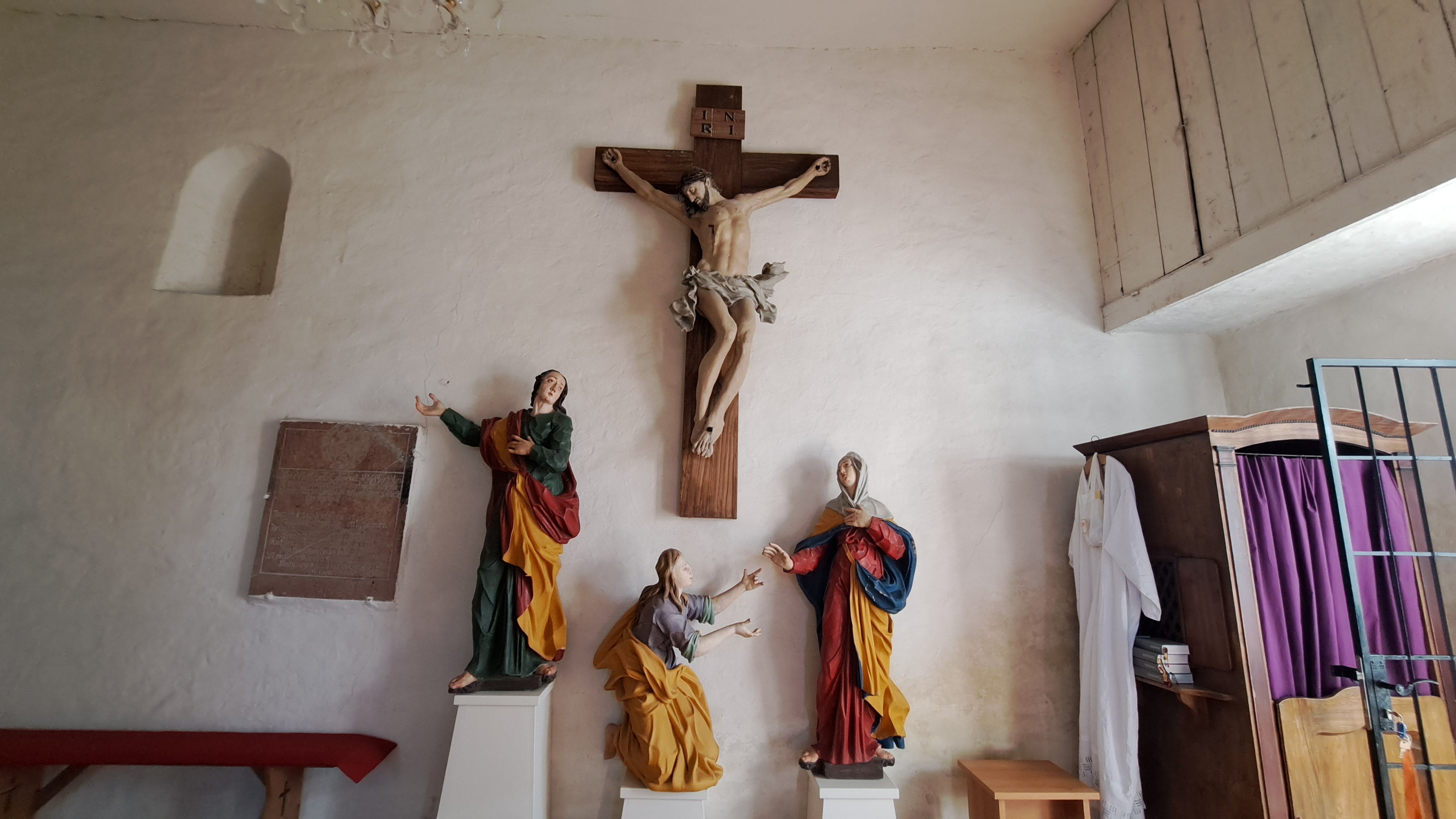
Die barocke Kreuzigungsgruppe

Über dem Eingang befindet sich ein schmaler Holzgang, der zum Glockenturm führt. Im gotischen Chor steht sich ein steinerner Altar, der wahrscheinlich ein jüngeres Entstehungsdatum aufweist. Links von ihm befinden sich an der Wand eine kleine, hölzerne Marienstatue und eine Nische mit Gittertür, in der das Altarsakrament aufbewahrt wird. Zur Rechten des Altars steht die Statue des hl. Sebastian aus dem 18. Jahrhundert. Ebenso steht im gotischen Schiff eine gotische polygonale Steinkanzel, auf der der Schriftzug "KVNICV" angebracht ist. Geschmückt wird sie durch Abbildungen des hl Petrus, des hl. Paulus und des Christus. Im romanischen Schiff hängt, von zwei barocken Engeln flankiert, ein möglicherweise ebenso aus dieser Epoche stammendes Gnadenbild der Muttergottes. Darunter befindet sich eine steinerne Tafel mit einem Text aus goldenen Ziffern (die genauen Wortlaute sind unbekannt). Zur Rechten dieses Altares befindet sich eine Figurengruppe "Kreuzigung Christi" mit den Assistenzfiguren Maria, Apostel Johannes und Magdalena aus dem dritten Viertel des 18. Jahrhunderts. 
Im Glockenturm hängen zwei Gusseisenglocken der Firma Ulrich & Weule. Die kleinere von ihnen dient als Zügenglocke und wird noch mittels Strick gezogen, während die größere elektrisch gesteuert werden kann. 
| Nr. | Schlagton | Gewicht in Kg. | Durchmesser in cm | Gussjahr |
| --- | --------- | -------------- | ----------------- | -------- |
| 1   | as"       | 160            | 67                | 1917     |
| 2   | h"        | ?              | 55                | 1917     |

## Grabdenkmäler
- Es gibt einen Rotmarmorgrabstein 1675.
- In der Friedhofsmauer sind Reliefgrabsteine aus dem 18. Jahrhundert eingemauert.